# 三輪昭

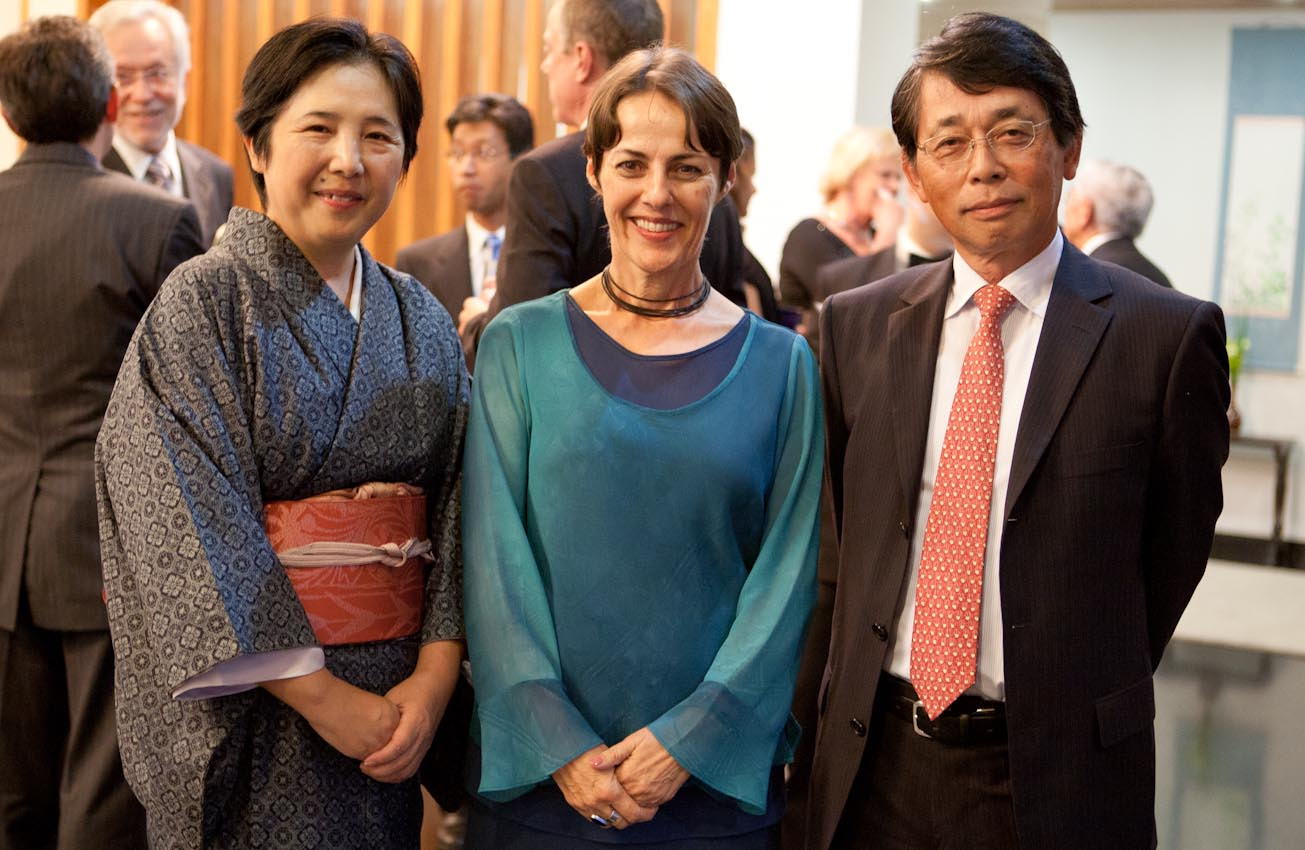
三輪駐ブラジル大使（写真右）

三輪 昭（みわ あきら、1950年 - ）は、日本の元外交官。近鉄グループホールディングスの特別顧問。ブラジル駐箚特命全権大使、関西担当特命全権大使、政府代表などを務めた。2025年、瑞宝重光章受章。

## 人物・経歴
1950年（昭和25年）大阪府大阪市南区（現・中央区）に生まれ、子供の頃は「大阪城内の坂でブレーキをかけずに自転車をしょっちゅう走らせて」遊んでおり、大阪城から約2kmの近くにある大阪府立高津高等学校に入学。1968年3月に卒業し浪人生活を経て京都大学に入学。1974年（昭和49年）に外交官試験に合格し1975年（昭和50年）京都大学法学部を卒業後、外務省に入省した。2016年（平成28年）6月に退職し、母校高津高校の近くに本社のある近鉄グループホールディングスに特別顧問として再就職した。
趣味は日本古代史の研究。高津高校の同級生に伊藤忠商事の代表取締役会長CEO岡藤正広がいる。
- 1997年（平成9年）2月 経済協力開発機構(OECD)代表部公使
- 1999年（平成11年）7月 駐ブラジル大使館公使
- 2002年（平成14年）1月 経済局審議官
- 2004年（平成16年）8月 経済産業省通商政策局審議官
- 2006年（平成18年）8月 中南米局長
- 2008年（平成20年）9月 駐ポルトガル大使
- 2010年（平成22年）8月 駐ブラジル大使
- 2014年（平成26年）3月 特命全権大使（関西担当）、政府代表[4]
- 2016年（平成28年）6月 外務省を退職。同年8月近鉄グループホールディングス株式会社の特別顧問[5]

## 同期
- 河相周夫（12年外務事務次官・10年内閣官房副長官補）
- 別所浩郎（12年駐韓大使・10年外務審議官）
- 奥田紀宏（13年駐カナダ大使・10年駐エジプト大使・08年国連次席大使）
- 谷崎泰明（13年外務省研修所長・10年駐ベトナム大使）
- 鈴木庸一（13年駐フランス大使・10年駐シンガポール大使）
- 持田繁（10年国連事務総長副特別代表）
- 門司健次郎（13年ユネスコ代表部大使・10年駐カタール大使）
- 渥美千尋（11年駐アイルランド大使・08年駐パキスタン大使）
- 山口寿男（07年駐ノルウェー大使・06年駐イラク大使）
- 岸野博之（13年駐ラオス大使・10年駐エチオピア大使）
- 水城幾雄（10年駐パナマ大使）
- 江川明夫（13年駐スロバキア大使・10年駐ザンビア大使）
- 竹内春久（13年駐シンガポール大使・11年駐沖縄担当大使・08年駐イスラエル大使）
- 西林万寿夫（13年駐ギリシャ大使・10年兼北極担当大使・12年文化交流担当大使・09年駐キューバ大使）
- 篠塚保（12年国際テロ対策・組織犯罪対策協力担当兼サイバー政策担当大使・09年駐バングラデシュ大使）
- 蒲原正義（13年駐カザフスタン大使・12年査察担当大使・9年駐グルジア大使）
- 森元誠二（13年駐スウェーデン大使・08年駐オマーン大使）
- 小林祐武（98年外務省経済局総務参事官室課長補佐）
- 椿秀洋（12年駐ボリビア大使）
- 庄司隆一（11年駐ナイジェリア大使）
- 清水武則（11年駐モンゴル大使）
- 福田米蔵（11年駐ジンバブエ大使）
- 隈丸優次（13年駐カンボジア大使）
- 藤田順三（13年駐ウガンダ大使）
- 丸尾眞（12年科学技術協力担当大使・10年駐キルギス大使）
- 名井良三（13年駐アンゴラ大使）
- 大部一秋（13年駐ウルグアイ大使）